# Casa del Zar Pedro I “El Grande”

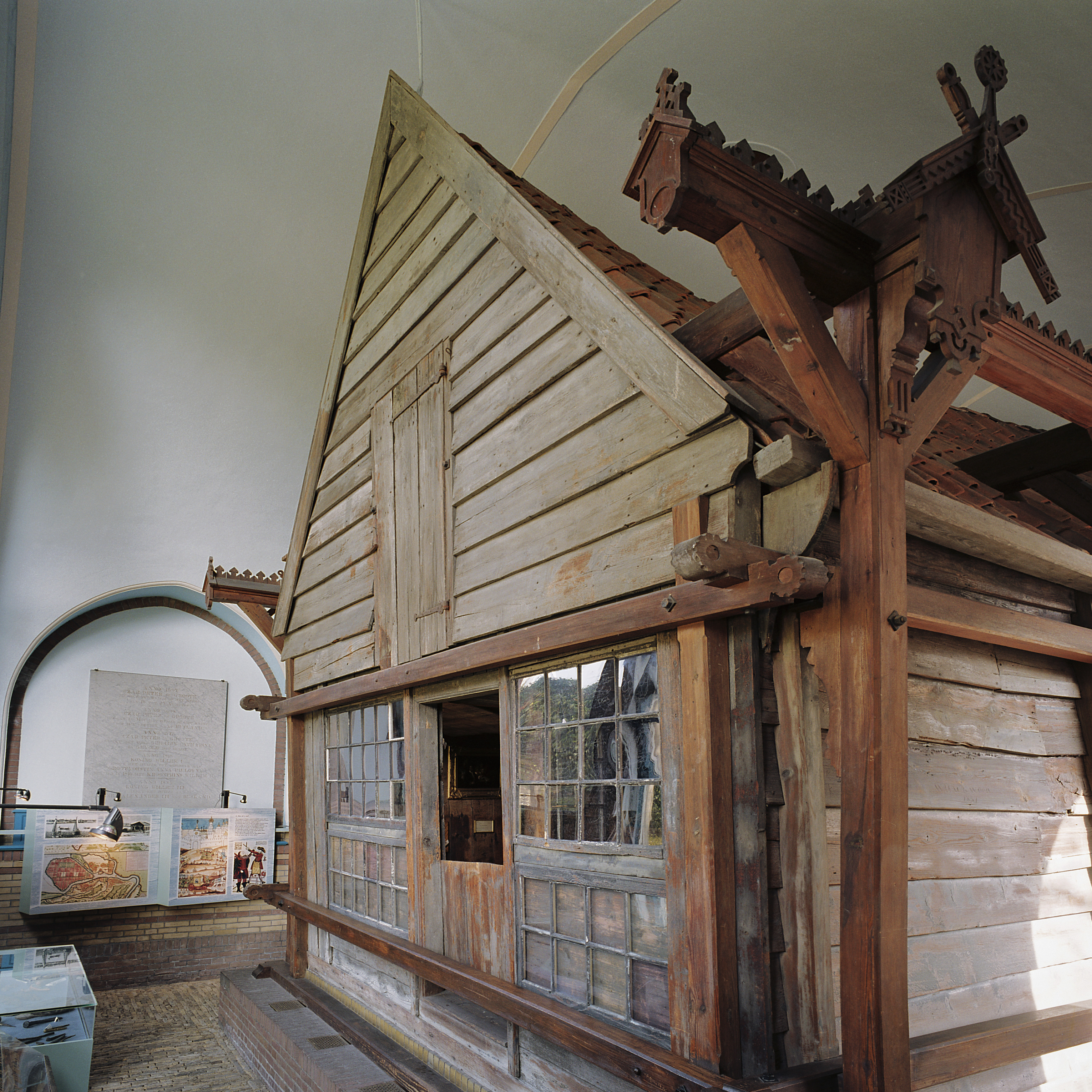
El interior - Casa del Zar Pedro el Grande

La Casa del Zar de Rusia Pedro I “El Grande” (en neerlandés Czaar Peterhuisje), en el barrio ruso de Zaandam, es una de las casas de madera más antiguas de Holanda. La pequeña casa para trabajadores se construyó en 1632 con madera vieja usada en la construcción de barcos. En esta casa se alojó el Zar de Rusia Pedro I “El Grande” cuando vino en 1697 para aprender el oficio de carpintero naval. 
La Czaar Peterhuisje forma parte del Zaans Museum. La vivienda alberga una pequeña exposición histórica.

## Historia

El zar Pedro I en Holanda.

Numerosas personas (famosas) guardan relación con el monumento. El busto de Ana Pávlovna ilustra los lazos familiares entre los Romanovs y la Casa Real holandesa. La Tsaar Peterhuisje fue durante mucho tiempo ‘propiedad de la familia’. El Rey Guillermo I compró la vivienda en 1818 como regalo de embarazo para su nuera, Ana Pávlovna, la hermana del zar Alejandro I y descendiente de Pedro el Grande. 
La Czaar Peterhuisje es uno de los ejemplos más antiguos de la construcción holandesa en madera. De no ser por las vinculaciones con personas de abolengo, la casa no habría superado el paso del tiempo. A finales del siglo XVIII, el posadero local Bulsing rescató la casa de su desguace. 
La primera cubierta de 1823 era una cubierta de arcos abiertos, que pagó la reina Ana Pávlovna. Tras su muerte, su hijo el príncipe Enrique se encargó de cubrir la casa de madera y protegerla de esta manera contra las inclemencias del tiempo. En 1890, el zar Alejandro III encargó el apuntalamiento de la vivienda y su colocación sobre un cimiento de piedra. 
Cinco años más tarde, el último zar de Rusia, Nicolás II, contrató a los famosos arquitectos de Ámsterdam, Salm padre e hijo, para que diseñasen una nueva cubierta de piedra, tomando como ejemplo la arquitectura de las iglesias ortodoxas de Rusia. Las coronas de piedra del zar de Rusia en la fachada y a los lados de la valla rememoran este pasado real. El bello diseño de Salm fue declarado Monumento nacional en 2001, debido a lo cual hay dos monumentos en un mismo lugar.
En 1886, Guillermo III donó la casa y la colección de arte de vuelta al zar Alejandro III. En 1948, sus descendientes renunciaron a sus derechos, pero la vivienda sigue figurando a nombre del 'Estado de los Países Bajos y de los descendientes del zar Nicolás II'. La famosa colección de firmas de la Czaar Peterhuisje incluye numerosos nombres de ambas familias reales. También la del actual rey Guillermo Alejandro.

## Edificio
La pequeña casa de madera en Zaandam se restauró en 2013. Se rehabilitaron a fondo los cimientos, la parte externa e interna de la casa, la cubierta de piedra, el techo y la pared externa en el jardín. La famosa casa está ahora preparada para superar el paso del tiempo.